# 揖斐章
揖斐章（日语：／ Ibi Akira，1844年—1881年10月26日）是一名日本幕末幕臣，明治時期陸軍軍人，最終軍階為陸軍少將。本名吉之助。

## 生平
揖斐的本籍在靜岡縣，出生於江戶，是揖斐善之丞的兒子。1862年，他通過昌平黌乙科的考試，隨後以步兵差圖役頭取勤方的身份參加鳥羽伏見之戰，並在戰鬥中負重傷。戰後，他返回江戶，並晉升為撒兵頭並。
在明治維新後的1868年10月，他從小筒組之頭並被任命為陸軍二等教授方，但隨後轉任沼津兵學校的三等教授方。
1870年，他被任命為陸軍少校，並擔任陸軍大阪兵學寮的教官，與同為幕府陸軍出身的原田一道、大島貞薰等人共同負責士官候補生的教育。1873年11月，他晉升為陸軍上校，並擔任名古屋鎮台司令長官心得。1874年4月，他轉任名古屋鎮台參謀長，同年9月改任大阪鎮台參謀長。1876年7月，他兼任大阪衛戍司令官。
1877年2月，他被任命為征討別動第1旅團參謀長，參與西南戰爭，並兼任出征第3旅團參謀。在田原坂之戰中，他負了重傷。西南戰爭後，他歷任西部監軍部幕僚參謀、參謀本部御用，以及步兵內務書第三版取調掛等職位。1880年4月，他晉升為陸軍少將，並擔任名古屋鎮台司令官，翌年在任內去世。

## 評價
揖斐在1870年於大阪兵學寮任職期間，由於訓練嚴苛，導致士兵們對他心懷怨恨。然而，他卻受到陸軍上層部的高度評價，被視為優秀的教官。

## 榮譽
- 1874年月18日 - 從五位[3]

## 備註
1. 1 2  『旧幕臣の明治維新』48頁。
2. ↑  從「撒兵頭並」改名
3. ↑  『太政官日誌』 明治7年 第1-63号 コマ番号109

## 外部連結
- 幕末に新設された奉行職—網站時光機（2019年1月1日備份）